# 김은선 (농구 선수)
김은선(2003년 2월 27일 ~ )은 대한민국의 농구 선수이다. 한국여자프로농구(WKBL) 청주 KB 스타즈 소속으로 포지션은 스몰 포워드, 슈팅 가드이다.

## 경력

### 아산 우리은행 시절
2021년 9월에 열린 2021-2022 WKBL 신입선수 선발회에서 2라운드 2순위(전체 8순위)로 아산 우리은행 우리WON에 지명되었다.

### 청주 KB스타즈
2024년 4월 24일 FA 심성영의 보상으로 지목되어 청주 KB 스타즈 유니폼을 갈아입게 되었다.